# مملجه
مملجه، روستایی از توابع بخش مرکزی شهرستان بجنورد در استان خراسان شمالی ایران است.
در شاهراه اصلی کشور و در کیلومتر۹جاده ی بجنورد گرگان تهران قراردارد. آب و هوایی تقریبا سرد و منطقه ی ییلاقی و خوش آب و هوا جهت فصل تابستان است. 
دارای باغهایی بسیار زیبا وباصفا و چشمه هایی پرآب است.
از محصولات کشاورزی و باغداری این روستا میتوان ب انواع انگور اشاره کرد و میوه های سردرختی گیلاس و هلو و انجیر و سیب و درختان گردو و بادام و توت نام برد.
مناطق اطراف روستا بانام های محلی زیبا شناخته میشود که خیوار و تُلکِلی و شارشاره و کورچشمه و... از آن جمله میباشند.

## جمعیت
این روستا در دهستان بدرانلو قرار دارد و براساس سرشماری مرکز آمار ایران در سال ۱۳۸۵، جمعیت آن ۱۷۱ نفر (۴۶خانوار) بوده‌است.